# 今村氏直
今村 氏直（いまむら うじなお、生年不詳 - 元亀元年（1570年））は、戦国時代の武将。通称掃部助。浅井氏の家臣。

## 略歴
永禄3年（1560年）野良田の戦いに従軍した。この戦いで浅井長政は味方劣勢の中、氏直と安養寺氏秀を招き、驕った敵兵を迎え撃ち、動揺させるよう指示した 。
元亀元年（1570年）、姉川の戦いでは遠藤直経の死を聞いて引き返し弓削家澄と共に討死した  。